# 2008 na música
Essa é uma relação de eventos importantes que aconteceram na música em 2008.

## Acontecimentos

### Janeiro
- 29 de Janeiro - O Face to Face anunciou que irá se reunir para alguns shows nos Estados Unidos e em outros países.
- 31 de Janeiro - 10 Anos do Álbum de estreia: Diante do Trono, do Ministério de Louvor Diante do Trono

### Fevereiro
- O grupo feminino Danity Kane lançou o seu single de dupla platina Damaged.
- 8 de Fevereiro - Amy Winehouse é premiada com cinco Grammy Awards por seu álbum Back to Black.
- 10 de Fevereiro - Iron Maiden iniciou no Balgrade Arena, em Belgrado, na Sérvia, a turnê Somewhere Back in Time World Tour, que revisava o repertório do grupo nos anos 1980. Essa turnê passou pelo Brasil em Março de 2008.
- 12 de Fevereiro - O Simple Plan lança o seu terceiro álbum de estúdio, e o primeiro que tem como título o nome da banda.
- É lançado o álbum Thriller 25, álbum comemorativo celebrando os 25 anos (1982-2008), do lançamento original de Thriller, do cantor e compositor Michael Jackson (o mais vendido e bem sucedido de todos os tempos, com mais de 140 milhões de cópias vendidas no mundo desde novembro de 1982[1]).
- 17 de Fevereiro - A cantora Claudia Leitte lança sua carreira solo com show ao vivo na gravação do CD e DVD Ao Vivo em Copacabana para mais de 1 milhão e meia de pessoas.
- 26 de Fevereiro - Em Pyongyang, a Orquesta Sinfônica de Nova Iorque realizou um concerto transmitido ao vivo pela rádio e pela TV estatal, após ser autorizada pelo governo dos Estados Unidos.

### Março
- 2 de Março - Show da banda britânica Iron Maiden, realizado no Parque Antártica, na cidade de São Paulo, Brasil.
- 5 de Março - Show da banda Iron Maiden, na cidade de Porto Alegre, Brasil.
- 6 de Março - Katy Perry faz sucesso no mundo da música, lançando seu primeiro single oficial, I Kissed a Girl.

### Abril
- 2 de Abril - É realizado o Troféu Talento 2008.[2]
- 4 de Abril - Matanza Lança o Primeiro Álbum Ao Vivo MTV Apresenta Matanza.
- 8 de Abril - A até então desconhecida cantora americana Lady Gaga lança seu single de estreia, "Just Dance", pela Interscope Records, o primeiro lançado para promover seu álbum de estreia, The Fame'.
- 15 de Abril - Mariah Carey lança seu décimo-primeiro álbum, E = MC².
- 19 de Abril - A banda alemã Kraftwerk reinicia turnês nos Estados Unidos após uma pausa em 2007, mas sem a presença de Florian Schneider que anunciou sua saída posteriormente.
- 25 de Abril - Madonna lança seu décimo primeiro álbum, Hard Candy.

### Maio
- Em 8 de maio, a cantora de música gospel Damares lança o seu sexto álbum de título Apocalipse, vendendo mais 600.000 mil cópias certificado como dico de platina triplo. Hoje em dia, o álbum passa de 1.000.000 de cópias.[3][4][5]
- 21 de Maio - A Banda inglesa Pink Floyd recebe o Prêmio Polar na cidade de Estocolmo
- 24 de Maio - É gravado no Maracanãzinho o primeiro DVD do grupo de música gospel brasileiro Trazendo a Arca.[6]
- 23 de Maio - O cantor britânico Phil Collins anuncia o fim da sua carreira artística.
- 30 de Maio - Rock In Rio, em Madrid

### Junho
- 01 de Junho - Rock in Rio,em Lisboa
- 16 de Junho - Juanes no Pavilhão Atlântico, em Lisboa.
- 16 de Junho - É lançado One Of The Boys, o primeiro álbum da cantora e compositora estadunidense Katy Perry.
- 26 de Junho - Jack Johnson no Pavilhão Atlântico, em Lisboa

### Julho
- 4 de Julho
- Início do Festival Super Bock Super Rock, edição do Porto, onde em dois dias actuarão ZZ Top, Crowded House, David Fonseca, Jamiroquai, Morcheeba, Clã, entre muitos outros.
- Gravação do álbum A Canção do Amor do Ministério de Louvor Diante do Trono, ao vivo no Chevrolet Hall na cidade de Recife. (Gravado ao vivo nos dias 4 e 5 de Julho/2008)
- 7 de Julho -  É lançado o album Agora, da banda NX Zero.
- 9 de Julho - Início do Festival Super Bock Super Rock, edição de Lisboa, onde em dois dias actuarão os Iron Maiden, Slayer, Mika, Beck e Duran Duran, entre outros.
- 10 de Julho - Tem início no Passeio Marítimo de Algés, nos arredores de Lisboa, mais uma edição do Festival Optimus Alive!. Em três noites actuarão Cansei de Ser Sexy, Rage Against the Machine, Bob Dylan, Within Temptation, Neil Young e Ben Harper, entre muitos outros.
- 25 de Julho - Pedro Havoski faz sua última música,Phoenix.

### Agosto
- 08 de agosto - A cantora anglo-cingalesa M.I.A. atinge o Top 10 da Billboard com o single Paper Planes
- 15 de Agosto - a Banda RBD anuncia sua separação depois de 4 anos de carreira
- 19 de agosto - Lady Gaga lança seu álbum de estreia, The Fame.
- 26 de Agosto - a Banda de Heavy Metal Slipknot lança seu quarto álbum All Hope Is Gone

### Setembro
- 6 de Setembro - Realização da 2ª edição do Festival Eurovisão da Dança em Glasgow, Reino Unido
- 7 de Setembro - A cantora Britney Spears recebe 3 prêmios no Video Music Awards 2008, vencendo todas as categorias ao qual foi classificada.
- 9 de Setembro - A cantora Jessica Simpson lança seu primeiro álbum com um apelo musical mais country, estilo onde notava-se também em alguns de seus trabalhos anteriores.
- 12 de setembro - É lançado Death Magnetic, o nono álbum da banda de Thrash/Heavy Metal Metallica
- 14 de Setembro - Madonna actua em Lisboa, no Parque da Bela Vista. Este foi o concerto que mais rapidamente esgotou em Portugal (75 mil bilhetes em apenas uma semana).
- 23 de Setembro - O grupo The Pussycat Dolls lança seu 2º álbum, Doll Domination.
- 26 de Setembro - A cantora Britney Spears lança o single "Womanizer", o mais vendido digitalmente de sua careira.

### Outubro
- 17 de outubro - A banda de  hardrock/heavy metal AC/DC lançou o cd Black Ice
- 24 de Outubro a 26 de Outubro - Tim Festival.

### Novembro
- 18 de novembro - Beyoncé lança seu 3º álbum de estúdio, I Am… Sasha Fierce
- 23 de Novembro - A banda norte-americana Guns N' Roses lança o aguardado álbum Chinese Democracy, depois de 15 anos de espera
- 23 de novembro- A cantora americana Chaka Khan vencedora de vários prêmios Grammy,  faz uma única apresentação em São Paulo, após 15 anos sem vir ao país.
- 25 de Novembro - A banda RBD faz seu primeiro show de despedida ao Brasil na Tour Del Adiós.
- dezembro - A banda Oficina G3 lança seu décimo álbum Depois da Guerra que tem como destaque a volta da banda ao Metal Progressivo e a entrada de Mauro Henrique como novo vocalista da banda.

### Dezembro
- 2 de dezembro - A cantora Britney Spears lança seu sexto álbum de estúdio, Circus, que contém os singles de sucesso "Womanizer" e "Circus". O álbum marcou a vida de Spears, que após os problemas pessoais vividos entre 2006 e 2007, seu polêmico casamento com o dançarino Kevin Federline, o videoclipe de "Gimme More" (onde aparece de topless) e a controversa apresentação no Video Music Awards do ano anterior, ela deu a volta por cima com o lançamento do single "Womanizer" e do novo disco.
- 14 e 15 de Dezembro - Madonna faz duas apresentações no Maracanã, após 23 anos sem vir ao país.
- 18, 20 e 21 de Dezembro - Madonna encerra a milionária turnê Sticky & Sweet em São Paulo, no Estádio do Morumbi.
- 21 de Dezembro - Data do último show da banda RBD, feito na cidade de Madrid, Espanha.

## Álbuns lançados
Todos os lançamentos são em LP a menos que seja referido o contrário.
Quando há vários lançamentos no mesmo dia, os álbuns devem ser colocados por ordem alfabética.
As datas de lançamento podem variar de país para país.

### Janeiro
| Dia | Álbum                                           | Artista                    | Notas            |
| --- | ----------------------------------------------- | -------------------------- | ---------------- |
| 1   | Guilty                                          | Ayumi Hamasaki             |                  |
| 1   | In Rainbows                                     | Radiohead                  |                  |
| 1   | Profanation (Preparation for a Coming Darkness) | Praxis                     |                  |
| 2   | American Gothic                                 | Smashing Pumpkins          | Extended play    |
| 8   | Blood's Too Rich                                | Luke Doucet                |                  |
| 8   | Broken Parachute                                | Northstar                  | Compilação       |
| 8   | Good Thing Going                                | Rhonda Vincent             |                  |
| 8   | It Really Shouldn't Be This Hard                | The Mystic Underground     |                  |
| 8   | iTunes Originals                                | Patti Smith                | Compilação       |
| 8   | Some People Have Real Problems                  | Sia Furler                 |                  |
| 8   | Warning Device                                  | Teenage Bottlerocket       |                  |
| 11  | Seasons of Tragedy                              | Benedictum                 |                  |
| 14  | The Singles Collection                          | Shed Seven                 | Compilação       |
| 15  | Greatest Hits                                   | Spice Girls                | Compilação       |
| 15  | B Sides and C Sides                             | Rancid                     | Compilação       |
| 15  | Something Sacred                                | Chino XL                   |                  |
| 15  | In Field & Town                                 | Hayden                     |                  |
| 15  | Liverpool 8                                     | Ringo Starr                |                  |
| 15  | A Love Song Collection                          | Kenny Rogers               |                  |
| 15  | Low on Cash, Rich in Love                       | Eric Lindell               |                  |
| 15  | The North Pole Project                          | Number One Gun             |                  |
| 15  | This Is Noise                                   | Rise Against               | Extended play    |
| 15  | Winter                                          | Jon Foreman                | Extended play    |
| 21  | Falling Off the Lavender Bridge                 | Lightspeed Champion        |                  |
| 22  | 666                                             | Billy Talent               | CD e DVD ao vivo |
| 22  | Champion                                        | The Audition               |                  |
| 22  | Fire the Cannons                                | Jet Lag Gemini             |                  |
| 22  | Godmakers                                       | The Red Death              |                  |
| 22  | Horror                                          | With Blood Comes Cleansing |                  |
| 22  | Illustrious                                     | Big Noyd                   |                  |
| 22  | In the Future                                   | Black Mountain             |                  |
| 22  | Line in the Sand                                | ZOX                        |                  |
| 22  | Live the Storm                                  | Disfear                    |                  |
| 22  | Live from Las Vegas at the Palms                | Yellowcard                 | Ao vivo          |
| 22  | Oracular Spectacular                            | MGMT                       |                  |
| 22  | Oblivion Beckons                                | Byzantine                  |                  |
| 22  | Pocketful of Sunshine                           | Natasha Bedingfield        |                  |
| 22  | Starting Now                                    | Chuck Wicks                |                  |
| 22  | Til the Wheels Fall Off                         | Hot Water Mus              | Junho            |
| 22  | Unfamiliar Faces                                | Matt Costa                 |                  |
| 22  | Venus on Earth                                  | Dengue Fever               |                  |
| 23  | Spirit                                          | Leona Lewis                |                  |
| 25  | Best of                                         | The Cardigans              | Compilação       |
| 25  | Captain Morgan's Revenge                        | Alestorm                   |                  |
| 25  | Downburst                                       | Brainstorm                 |                  |
| 25  | The Scarecrow                                   | Avantasia                  |                  |
| 25  | 01011001                                        | Ayreon                     |                  |
| 28  | 19                                              | Adele                      |                  |
| 28  | Iconoclast (Part 1: The Final Resistance)       | Heaven Shall Burn          |                  |
| 28  | Scream, Aim, Fire                               | Bullet for My Valentine    |                  |
| 28  | This Gift                                       | Sons and Daughters         |                  |
| 28  | Turning Dragon                                  | Clark                      |                  |
| 28  | Vampire Weekend                                 | Vampire Weekend            |                  |
| 29  | Between the Beautifuls                          | Hawksley Workman           |                  |
| 29  | Damaged                                         | Course of Nature           |                  |
| 29  | Field Manual                                    | Chris Walla                |                  |
| 29  | Fortress                                        | Protest the Hero           |                  |
| 29  | 2008 Grammy Nominees                            | Vários Artistas            | Compilação       |
| 29  | I Stand                                         | Idina Menzel               |                  |
| 29  | Odelay: Deluxe Edition                          | Beck                       | Re-edição Deluxe |
| 29  | Runnin' Wild                                    | Airbourne                  |                  |
| 29  | Symphony                                        | Sarah Brightman            |                  |
| 29  | The Bedlam in Goliath                           | The Mars Volta             |                  |
| 29  | The Wonder Years                                | 9th Wonder                 |                  |
| 29  | Women As Lovers                                 | Xiu Xiu                    |                  |
| 30  | Detours                                         | Sheryl Crow                |                  |
| 30  | Kingdom                                         | Kumi Koda                  |                  |
| 30  | Nightmare 2003-2005 Single Collection           | Nightmare                  | Compilação       |

### Abril
| Dia | Álbum          | Artista    | Notas |
| --- | -------------- | ---------- | ----- |
| 18  | Good to Be Bad | Whitesnake |       |
| 25  | Hard Candy     | Madonna    |       |

### Junho
| Dia | Álbum                                     | Artista     | Notas   |
| --- | ----------------------------------------- | ----------- | ------- |
| 3   | Ms. G.O.A.T.                              | Lil' Kim    | Mixtape |
| 12  | Viva La Vida Or Death And All His Friends | Coldplay    |         |
| 16  | One Of The Boys                           | Katy Perry  |         |
| 17  | The Devil, You + Me                       | The Notwist |         |

### Julho
| Dia | Álbum | Artista | Notas |
| --- | ----- | ------- | ----- |
| 7   | Agora | NX Zero |       |

### Agosto
| Dia | Álbum            | Artista  | Notas |
| --- | ---------------- | -------- | ----- |
| 26  | All Hope Is Gone | Slipknot |       |

### Setembro
| Dia | Álbum                                   | Artista            | Notas |
| --- | --------------------------------------- | ------------------ | ----- |
| 9   | Do You Know                             | Jessica Simpson    |       |
| 12  | Death Magnetic                          | Metallica          |       |
| 22  | Radio:ACTIVE                            | McFLY              |       |
| 23  | Doll Domination                         | The Pussycat Dolls |       |
| 23  | Canções de Invento                      | Gero Camilo        |       |
| 16  | Live In The LBC & Diamonds In The Rough | Avenged Sevenfold  |       |

### Outubro
| Dia | Álbum             | Artista   | Notas |
| --- | ----------------- | --------- | ----- |
| 6   | Dig Out Your Soul | Oasis     |       |
| 17  | Black Ice         | AC/DC     |       |
| 28  | The Fame          | Lady GaGa |       |
| 29  | Funhouse          | P!nk      |       |

### Novembro
| 7  | Alla mia età          | Tiziano Ferro |  |
| 14 | Primavera in Anticipo | Laura Pausini |  |
| 18 | I Am… Sasha Fierce    | Beyoncé       |  |
| 24 | Chinese Democracy     | Guns n' Roses |  |

### Dezembro
| 2 | Circus           | Britney Spears |  |
| 8 | Depois da Guerra | Oficina G3     |  |

## Bandas formadas
- The Shaolin Afronauts

## Bandas que acabaram
- RBD

## Nascimentos
| Data           | Nome        | Profissão | Nacionalidade | Observações | Ref |
| -------------- | ----------- | --------- | ------------- | ----------- | --- |
| 4 de fevereiro | Enzo Rabelo | cantor    | Brasil        |             |     |

## Mortes
| Data            | Nome           | Profissão           | Nacionalidade  | Observações | Ref |
| --------------- | -------------- | ------------------- | -------------- | ----------- | --- |
| 13 de Fevereiro | Henri Salvador | cantor              | França         | n. 1917     |     |
| 24 de Fevereiro | Larry Norman   | cantor              | Estados Unidos | n. 1947     |     |
| 12 de março     | Jair Pires     | Cantor e compositor | Brasil         | n. 1937     |     |
| 16 de Março     | Ola Brunkert   | músico              | Suécia         | n. 1946     |     |
| 20 de março     | Jerry Reed     | cantor e ator       | Estados Unidos | n. 1937     |     |
| 10 de Agosto    | Isaac Hayes    | cantor e compositor | Estados Unidos | n. 1942     |     |
| 16 de Agosto    | Dorival Caymmi | cantor e compositor | Brasil         | n. 1914     |     |
| 15 de Setembro  | Rick Wright    | tecladista          | Inglaterra     | n. 1943     |     |
| 18 de Setembro  | Mauricio Kagel | compositor          | Argentina      | n. 1931     |     |